# Resident Evil 5
Resident Evil 5, w Japonii jako Biohazard 5 (jap. バイオハザード5 Baiohazādo Faibu) – piąta gra z serii głównej survival horrorów, zapoczątkowanych w 1996 roku przez japońskie studio Capcom. Gra została wydana na dwie konsole nowej generacji – PlayStation 3 i Xbox 360, oraz doczekała się portu na komputery osobiste.

## Fabuła
Fabuła gry rozpoczyna się po zakończeniu wszystkich wydarzeń z poprzednich odsłon. Chris Redfield – bohater części pierwszej – przyłącza się do BSAA (Bioterrorism Security Assessment Alliance) – organizacji walczącej z bio-terroryzmem na świecie. Zostaje wysłany do małej wioski w Afryce, Kijuju, w którym poznaje Shevę Alomar – swoją partnerkę w akcji. Niedługo później bohaterów zaczynają atakować wszyscy mieszkańcy wioski, którzy zdają się być przez coś kontrolowani. Na swojej drodze spotykają różnych niebezpiecznych ludzi, a także Alberta Weskera, który jest odpowiedzialny za wydarzenia w Afryce.

## Rozgrywka
Tryb walki w Resident Evil 5 nie różni się zbytnio od tego w Resident Evil 4 – jest widok zza ramienia protagonisty, ten sam system celowania, a także kupowanie broni i ulepszania ich za zdobyte pieniądze. Ekwipunek został natomiast zmniejszony (Chris oraz Sheva mają po 9 slotów), dzięki czemu przypomina on ekwipunek z trzech pierwszych części. W RE5, w przeciwieństwie do RE4, są dostępne tylko zielone i czerwone zioła – brak żółtego jest spowodowany tym, że bohaterowie mają cały pasek zdrowia. Jako dodatek dodano znany z RE4 i RE3 tryb The Mercenaries, który jest identyczny jak ten w czwartej części.

## Złota / Alternatywna Edycja
"Złota Edycja" to ulepszona wersja pierwotnego Resident Evil 5, posiadająca większą ilość dodatków. Edycja ta została wydana tylko na konsole.
- Do trybu The Mercenaries (zatytułowanego The Mercenaries Reunion) dodano kilka nowych postaci (w tym Barry'ego Burtona i Rebeccę Chambers, znanych z poprzednich odsłon).
- Dodatkowy scenariusz Lost In Nightmares (Zagubieni w Koszmarze), w którym Chris i Jill znajdują się w posiadłości Spencera. Na końcu tej gry walczą z Albertem Weskerem – to ta sama walka, która jest wspomniana we wstawce filmowej w głównym scenariuszu.
- Dodatkowy scenariusz Desperate Escape (Desperacka Ucieczka), której grywalnymi bohaterami są Jill Valentine i Josh Stone. Po tym jak Jill zostaje uratowana przez Chrisa i Shevę z rąk Weskera, zostaje odnaleziona przez Josha z którym postanawia uciec.

## Głosy i Motion capture

### Główne postacie
- Chris Redfield – Roger Craig Smith (głos) / Reuben Langdon (mocap)
- Sheva Alomar – Karen Dyer (głos i mocap) / Michelle Van der Water (model)
- Albert Wesker – D.C. Douglas (głos) / Ken Lally (mocap) / Ilram Choi (mocap) / Yoshio Iizuka (mocap)
- Jill Valentine – Patricia Ja Lee (głos i mocap) / Jade Quon (mocap)
- Excella Gionne – Nina Fehren (głos i mocap)
- Ricardo Irving – Allan Groves (głos i mocap)
- Josh Stone – T.J. Storm (głos i mocap)

### Pozostałe postacie
- Ozwell E. Spencer – Adam D. Clark
- Dan DeChant – Jim Sonzero & Douglas Rye
- Reynard Fisher – Liam O’Brien
- Kirk Mathison – Chris Mala
- Dave Johnson – Reuben Langdon
- HQ – Dave Mallow
- Allyson – Kobieta w kłopotach – G.K. Bowes
- Rebecca Chambers (mini-gra The Mercenaries Reunion) – Stephanie Sheh
- Barry Burton (mini-gra The Mercenaries Reunion)
- Majini – Siaka Harding, Benjamin Ochieng, Melique T. Berger, Mudila Kangulungu, Karara Muhoro, Stephanie Sheh, Joe Romersa, Kyle Herbert, Paul St. Peter, Christopher Alexander, Robert Miles